# Harry Glancy
Harrison Smith Glancy, detto Harry (Bens Run, 17 settembre 1904 – New Orleans, 22 settembre 2002), è stato un nuotatore statunitense.
Specializzato nello stile libero ha vinto la medaglia d'oro nella staffetta 4 × 200 m ai Giochi olimpici di Parigi 1924.
È diventato uno dei Membri dell'International Swimming Hall of Fame.
È stato primatista mondiale della 4 × 200 m sl.

## Palmarès
- Olimpiadi

Parigi 1924: oro nella staffetta 4 × 200 m sl.